# Lewis Ferguson
Lewis Ferguson (sinh ngày 24 tháng 8 năm 1999) là một cầu thủ bóng đá chuyên nghiệp người Scotland hiện tại đang thi đấu ở vị trí tiền vệ cho câu lạc bộ Bologna tại Serie A và Đội tuyển bóng đá quốc gia Scotland.
Sau khi chơi bóng cho đội trẻ Rangers và Hamilton Academical, Ferguson đã có trận ra mắt chuyên nghiệp cho Hamilton Academical F.C. trong mùa giải 2017–18. Sau bốn mùa giải với Aberdeen, anh chuyển đến câu lạc bộ Bologna vào năm 2022.
Là cầu thủ trẻ đại diện cho Scotland, anh ra mắt quốc tế vào năm 2021.

## Sự nghiệp thi đấu

### Hamilton
Sinh ra ở Hamilton, Nam Lanarkshire, Ferguson tốt nghiệp hệ thống đội trẻ của Hamilton Academical sau khi trước đó là một phần của thiết lập tại Rangers. Anh có trận ra mắt chuyên nghiệp cho Hamilton vào ngày 20 tháng 1 năm 2018, và trở thành cầu thủ thường xuyên của đội trong phần sau của mùa giải 2017–18, thay thế Greg Docherty, người đã chuyển đến Rangers.
Với hợp đồng của anh sẽ hết hạn vào cuối mùa giải đó, Ferguson đã ký một thỏa thuận trước hợp đồng với Aberdeen vào tháng 5 năm 2018. Anh là một trong 7 cầu thủ của đội một rời Hamilton vào cuối mùa giải 2017–18.

### Aberdeen
Ferguson có trận ra mắt cho Aberdeen vào ngày 26 tháng 7 năm 2018, trong trận lượt đi hòa 1-1 của Europa League trước Burnley trên Sân vận động Pittodrie. Anh đã ghi bàn thắng đầu tiên trong trận lượt về tại Turf Moor – một "cú ngả bàn đèn tuyệt đẹp" - mặc dù Burnley cuối cùng đã giành chiến thắng với tổng tỷ số 4-2 sau hai hiệp phụ. Vào ngày 28 tháng 10, anh đã giúp Aberdeen lọt vào trận Chung kết Cúp Liên đoàn Scotland 2018 khi ghi bàn thắng duy nhất trong trận bán kết với Rangers tại Hampden Park. Vào cuối năm dương lịch, anh cũng đã ghi được ba bàn thắng ở giải đấu, tất cả đều ở những phút cuối của mỗi trận đấu, với hai trong số đó (một quả đá phạt vào lưới Kilmarnock và một pha ngả người móc bóng khác vào lưới Livingston) mang về chiến thắng cho đội nhà.
Vào tháng 2 năm 2019, Ferguson gia hạn hợp đồng với Aberdeen, giữ anh ở lại câu lạc bộ đến năm 2024. Vào tháng 4, anh lại chơi ở Hampden Park, nhưng lần này bị đuổi khỏi sân vì một pha phạm lỗi nguy hiểm khi Aberdeen thua 3-0 trước Celtic trong trận bán kết của Cúp Scotland 2018–19. Vào tháng 5 năm 2019, anh được đề cử cho giải thường Cầu thủ trẻ xuất sắc nhất năm của PFA Scotland của mùa giải; nhưng nó đã giành được bởi Ryan Kent.
Ferguson là cầu thủ ghi nhiều bàn thắng nhất cho câu lạc bộ trong mùa giải 2020–21, với 10 bàn thắng sau 41 lần ra sân. Aberdeen đã từ chối lời đề nghị từ câu lạc bộ Watford cho Ferguson vào tháng 5 năm 2021, sau đó anh đã gửi yêu cầu chuyển nhượng bằng văn bản.

### Bologna
Vào ngày 12 tháng 7 năm 2022, câu lạc bộ Bologna thông báo về việc ký hợp đồng với Ferguson với mức phí chuyển nhượng không được tiết lộ. Anh có trận ra mắt khi vào sân thay người trong trận thua 2-0 trước Milan vào ngày 27 tháng 8 năm 2022, và vào sân thay người thêm 2 lần trước lần xuất phát đầu tiên trong trận gặp Napoli vào ngày 16 tháng 10. Bàn thắng đầu tiên của anh đến một tuần sau đó, bàn thứ 2 trong chiến thắng 2–0 trên sân nhà trước Lecce, và anh lại ghi bàn vào tuần sau - bàn gỡ hòa trong chiến thắng 2-1 trước Monza. Vào ngày 12 tháng 11 năm 2022, anh ghi bàn thắng thứ ba cho Bologna trong chiến thắng 3–0 trước Sassuolo, một pha cứa lòng từ rìa vòng cấm sau khi phối hợp một hai với Nicolás Domínguez. Sau này, bàn thắng được coi là bàn thắng đẹp nhất Serie A của tháng 11 năm 2022.

## Sự nghiệp quốc tế
Ferguson được gọi triệu tập lên đội U-19 Scotland vào tháng 8 năm 2017, xuất hiện một số lần cho họ. Ferguson lần đầu tiên được triệu tập lên đội tuyển Scotland vào tháng 8 năm 2021 để chuẩn bị các trận đấu gặp Đan Mạch, Moldova và Áo.
Anh có trận ra mắt vào ngày 1 tháng 9 năm 2021 trong trận thua 2–0 trên sân khách trước Đan Mạch, khi vào sân thay cho Billy Gilmour trong thời gian bù giờ.

## Đời tư
Lewis là con trai của Derek Ferguson và cháu trai của Barry Ferguson, cả hai đều là cựu cầu thủ bóng đá chuyên nghiệp của các câu lạc bộ bao gồm Rangers và đội tuyển Scotland. Anh họ của anh, Kyle Ferguson cũng là một cầu thủ bóng đá (họ là đồng đội của nhau khi còn nhỏ trong học viện Rangers). Con gái Lake của anh chào đời vào tháng 11 năm 2022.

## Danh hiệu
Cá nhân
- Cầu thủ trẻ xuất sắc nhất năm của SFWA: 2019–20[30]
- Serie A - Bàn thắng của tháng: Tháng 11 năm 2022[31]